# Hewlett Packard HP-86
Hewlett Packard HP-86 (HP-86) је био професионални рачунар фирме Хјулит Пакард (Hewlett Packard) који је почео да се производи у САД од 1982. године.
Користио је Hewlett-Packard 8-битни микропроцесор. RAM меморија рачунара је имала капацитет од 64 KB (86A), 128 KB (86B), до 640 KB. 
Као оперативни систем кориштен је HP-Basic.

## Детаљни подаци
Детаљнији подаци о рачунару HP-86 су дати у табели испод.
|                       |                                                                   |
| [ 1 ]                 |                                                                   |
| Произвођач            | Хјулит Пакард                                                     |
| Тип                   | професионални рачунар                                             |
| Меморија              | 64 (86A), 128 (86B), до 640                                       |
| Поријекло             | Сједињене Америчке Државе                                         |
| Година                | 1982                                                              |
| Тастатура             | Пуни помак, 91 тастер, са 7 функцијских тастера, и тастери смјера |
| Процесор              | 8-битни                                                           |
| Фреквенција процесора | 0,625                                                             |
| RAM                   | 64 (86A), 128 (86B), до 640                                       |
| ROM                   | 48                                                                |
| Текст                 | 80 x 24                                                           |
| Графика               | 544 x 240                                                         |
| Боја                  | једна боја                                                        |
| Звук                  | уграђени звучник                                                  |
| Димензије             | 42 (ширина) x 45,5 (дубина) x 13 (висина)                         |
| Портови               |                                                                   |
| Оперативни систем     |                                                                   |